# روبرتو هيرليتزكا
روبرتو هيرليتزكا (بالإيطالية: Roberto Herlitzka)‏ هو ممثل إيطالي، ولد في 2 أكتوبر 1937 في إيطاليا.

## أعمال

### أفلام
- (1994) الابن المفضل
- (2013) الجمال العظيم[5][6]

## وصلات خارجية
- روبرتو هيرليتزكا على موقع IMDb (الإنجليزية)
- روبرتو هيرليتزكا على موقع ألو سيني (الفرنسية)
- روبرتو هيرليتزكا على موقع ميوزك برينز (الإنجليزية)
- روبرتو هيرليتزكا على موقع أول موفي (الإنجليزية)
- روبرتو هيرليتزكا على موقع قاعدة بيانات الأفلام السويدية (السويدية)
- روبرتو هيرليتزكا على موقع ديسكوغز (الإنجليزية)
- روبرتو هيرليتزكا على موقع قاعدة بيانات الفيلم (الإنجليزية)
- روبرتو هيرليتزكا على موقع كينوبويسك (الروسية)